# Mabrouk El Mechri
Mabrouk el Mechri (nacido el 18 de septiembre de 1976 en Versailles, Francia) es un director, guionista y actor francés de origen tunecino. 

## Biografía
Estuvo casado con la actriz Audrey Dana, de la que se divorció en 2012. Ha dirigido varias películas. Después de los tres cortometrajes Mounir et Anita, Generation Cutter y Concours de circonstance, dirigió su primer largometraje Virgil en 2005 sobre la vida de un boxeador. Después vendría una comedia llamada Stand Up!. Su película de 2008 JCVD sobre Jean-Claude Van Damme le ha valido el favor de la crítica. La película, una mezcla entre drama, comedia y biografía sobre la vida de Van Damme, se proyectó en el Festival de cine de Cannes, en la edición de 2008 del Festival de Cine de Roma y en la edición del mismo año del Festival Internacional de Cine de Toronto. Rodó la película La fría luz del día (2012) con Henry Cavill. 

## Filmografía
Director
- Mounir et Anita (1998)
- Generation Cutter (2000)
- Concours de circonstances (2003)
- Virgil (2005)
- Stand Up! (2006)
- JCVD (2008)
- La fría luz del día (2012)
- Kung Fu Zohra (2022)[1]

Guionista
- Mounir et Anita (1998)
- Generation Cutter (2000)
- Concours de circonstances (2003)
- Virgil (2005)
- JCVD (2008)

Actor
- Gomez & Tavarès (2007) dirigida por Gilles Paquet-Brenner, en el papel de Rachid.

Cinematógrafo
- Stand Up! (2006)

Compositor
- Mounir et Anita (1998)